# Línia 8 del metro de París
La línia 8 del metro de París és una de les setze línies del metro de París. Connecta les estacions de Balard al sud-oest i Créteil - Préfecture al sud-est a la riba dreta del riu Sena. La línia va patir un profunda modificació a la dècada de 1930, la part més occidental es va traspassar a la línia 10.
És l'única línia de París a creuar un riu i el seu principal afluent, la Marne i el Sena. El 2004 va transportar fins a 89 milions de viatgers.

## Història

### Cronologia
- 13 de juliol de 1913: obertura del tram entre Beaugrenelle i Opéra.
- 30 de setembre de 1913: nova obertura a l'oest fins a Porte d'Auteuil.
- 30 de juny de 1928: perllongament a l'est fins a Richelieu - Drouot.
- 5 de maig de 1931: ampliació cap a l'est fins a Porte de Charenton per l'Exposition coloniale de 1931.
- 1937: traspàs del tram entre Porte d'Auteuil i la Motte-Picquet - Grenelle cap a la línia 10.
- 27 de juliol de 1937: ampliació fins a Balard.
- 5 d'octubre de 1942: perllongament a l'est fins a Charenton - Écoles.
- 19 de setembre de 1970: perllongament fins a Maisons-Alfort - Stade.
- 27 d'abril de 1972: ampliació fins a Maisons-Alfort - Les Juilliottes.
- 24 de setembre de 1973: nou tram fins a Créteil - L'Échat.
- 10 de setembre de 1974: perllongament fins a Créteil - Préfecture.